# Divize B 2022/2023
V soubojích 58. ročníku České divize B 2022/23 se utkalo 16 týmů dvoukolovým systémem podzim-jaro. Tento ročník odstartoval v srpnu 2022 úvodními zápasy 1. kola a poslední kolo se odehrálo v červnu 2023.

## Nové týmy v sezoně 2022/23
- Z ČFL 2021/2022 do Divize B nesestoupilo žádné mužstvo.
- Z krajských přeborů postoupila tato mužstva: SK Újezd Praha 4 a FK Admira Praha B z pražského přeboru[1] a SK Strap-Tratec Vilémov z ústeckého přeboru.
- Celek FK Hvězda Cheb byl přeřazen z Divize A a celky SK Kosmonosy a TJ Sokol Libiš byly přeřazeny z Divize C.

## Kluby podle přeborů
- Ústecký (4): FC Chomutov, FK SEKO Louny, SK Štětí a SK Strap-Tratec Vilémov.
- Karlovarský (2): FK Hvězda Cheb a FK Olympia Březová.
- Středočeský (6): FK Neratovice-Byškovice, SK Český Brod, SK Kladno, SK Kosmonosy, SK Slaný a TJ Sokol Libiš.
- Praha (3): FK Admira Praha B, FK Meteor Praha VIII a SK Újezd Praha 4.
- Liberecký (1): FK Arsenal Česká Lípa.

## Konečná tabulka[2]
| Poř. | Tým                     | Z  | V  | R  | P  | VG | OG | B  |
| ---- | ----------------------- | -- | -- | -- | -- | -- | -- | -- |
| 1.   | FK Arsenal Česká Lípa   | 30 | 21 | 6  | 3  | 63 | 24 | 69 |
| 2.   | SK Újezd Praha 4        | 30 | 20 | 6  | 4  | 65 | 31 | 66 |
| 3.   | SK Kladno               | 30 | 17 | 6  | 7  | 77 | 35 | 57 |
| 4.   | SK Kosmonosy            | 30 | 15 | 7  | 8  | 67 | 43 | 52 |
| 5.   | FC Chomutov             | 30 | 15 | 7  | 8  | 47 | 28 | 52 |
| 6.   | FK Neratovice-Byškovice | 30 | 14 | 9  | 7  | 42 | 27 | 51 |
| 7.   | FK Olympie Březová      | 30 | 12 | 8  | 10 | 54 | 50 | 44 |
| 8.   | FK SEKO Louny           | 30 | 11 | 7  | 12 | 42 | 53 | 40 |
| 9.   | FK Meteor Praha VIII    | 30 | 9  | 12 | 9  | 59 | 48 | 39 |
| 10.  | SK Český Brod           | 30 | 10 | 7  | 13 | 48 | 42 | 37 |
| 11.  | SK Štětí                | 30 | 10 | 3  | 17 | 52 | 67 | 33 |
| 12.  | FK Admira Praha B       | 30 | 8  | 7  | 15 | 39 | 46 | 31 |
| 13.  | SK Slaný                | 30 | 8  | 7  | 15 | 42 | 62 | 31 |
| 14.  | FK Hvězda Cheb          | 30 | 8  | 4  | 18 | 40 | 77 | 28 |
| 15.  | TJ Sokol Libiš          | 30 | 7  | 5  | 18 | 38 | 80 | 26 |
| 16.  | SK Stap-Tratec Vilémov  | 30 | 3  | 3  | 24 | 36 | 98 | 12 |

- Z = Odehrané zápasy; V = Vítězství; R = Remízy; P = Prohry; VG = Vstřelené góly; OG = Obdržené góly; B = Body

|  | Postup do ČFL                           |
|  | Sestup do příslušného krajského přeboru |
|  | Přesun do Divize C                      |